# Người Singapore gốc Hoa
Người Singapore gốc Hoa (giản thể: 新加坡华人/华裔新加坡人; phồn thể: 新加坡華人/華裔新加坡人; bính âm: Xīnjiāpō Huárén / Huáyì xīnjiāpōrén) (Tiếng Anh: Chinese Singaporeans), là người Singapore hoàn toàn hoặc một phần là người gốc Hoa, có tổ tiên từ nhiều vùng khác nhau, đặc biệt là ở phía nam Trung Quốc.
Tính tại thời điểm năm 2015, người Singapore gốc Hoa chiếm 76,2% công dân Singapore làm cho họ trở thành nhóm sắc tộc lớn nhất tại Singapore. Singapore là quốc gia duy nhất trên thế giới nơi Hoa kiều chiếm đa số dân số và có đại diện trong tất cả các tầng lớp xã hội Singapore, về chính trị và kinh tế. Đây là số lượng người lớn thứ năm trong số các cộng đồng người Hoa hải ngoại, sau các cộng đồng người Hoa ở Thái Lan, Indonesia, Malaysia.
Người Hoa Singapore tự phân biệt rõ ràng bằng chữ Hán rằng họ là hậu duệ người Hoa (华裔; Huáyì) chứ không phải Hoa kiều (华侨; Huáqiáo).

## Định nghĩa
Cục Thống kê Singapore định nghĩa "người Hoa" là "chủng tộc" hoặc "sắc tộc" và "người Hoa ở Singapore" khi nói về người Singapore gốc Hoa đã định cư tại Singapore trước khi Singapore độc lập vào năm 1965.